# Мјоне-Корте Инфериоре (Тренто)
Мјоне-Корте Инфериоре је насеље у Италији у округу Тренто, региону Трентино-Јужни Тирол.
Према процени из 2011. у насељу је живело 302 становника. Насеље се налази на надморској висини од 1002 м.